# Reißeck-Höhenbahn
De Reißeck-Höhenbahn was de hoogst gelegen smalspoorbaan van Europa, en had een spoorwijdte van 600 mm. Het traject liep vanuit het bergstation van de Reißeck-Standseilbahn. Het spoortraject lag vlak bij de plaats Kolbnitz in Oostenrijk.
Bij de aansluiting met de Reißeck-Standseilbahn verbond de Reißeck-Höhenbahn Schoberboden met Seenplateau. Het traject was in totaal 3359 meter lang, waarvan 2130 meter door een tunnel ging. Het eindstation voor het personenverkeer lag bij het Berghotel Reißeck op 2250 meter hoogte. De dieseltrein had een capaciteit van 72 personen.
Vlak voor het eindstation Berghotel Reißeck liep een aftakking naar de Radlsee en de Hochalmsee. Dit traject werd alleen voor materiaalvervoer gebruikt. Van dit traject liep het grootste gedeelte door een tunnel die circa drie kilometer lang is. In de tunnel was er een aftakking naar de Radlsee. Het andere traject ging naar de Hochalmsee. Ook bevond zich vlak voor het Berghotel Reißeck een kabelspoor dat in een vervallen staat is.
Op 1 augustus 2014 werd een deel van de spoorlijn door overstromingen vernietigd. Vanaf 9 augustus reed de lijn weer op een gedeeltelijk traject. Op 7 september 2014 werd de lijn definitiev gesloten, zoals sowieso gepland. De sporen werden in 2017 verwijderd, er is geen vervangend busvervoer.